# ABChanZoo
『ABChanZoo』（えびチャンズー）は、テレビ東京と系列局・一部系列外放送局で、2013年7月21日から2023年4月2日まで放送されていたバラエティ番組・クイズ番組で、A.B.C-Zのメンバー全員での初冠番組。

## 概要
A.B.C-Zによる体験型バラエティー番組。容赦ナシ・テレ東クオリティの企画に対して、A.B.C-Zがどんなことにも本気で体を張って挑む。
放送開始から 2014年
初期は農業体験など地域に根差した内容が主だったが、回を経て特殊スポーツ・食べ歩きなど幅を広げていった。1台のカメラでの撮影をもとに、ノーカットでライブをする「ワンカメショー」を披露する回もあった。
2015年11月以降
2015年11月8日放送から、これまでの食べ歩き中心の内容からクイズ番組にリニューアルした。新たに進行役として鈴木拓（ドランクドラゴン）が加わった。回によっては、問題読み上げとしてテレビ東京アナウンサーが同席する場合がある。
コンセプトとしては「アイドルはバカじゃないことを証明する」「ロケを通じて賢くなり、『Qさま!!』をはじめとしたクイズ番組へのレギュラー出演を目指す」というものである。メンバーがクイズに挑戦し、途中で敗退すると強制帰宅となり、その後は穴埋めで「A.B.C-Zメンバーのそっくりさんである素人」が代役として出演するという企画「クイズサバイバル!」が行われた。
毎回3つのステージがあり、それぞれのステージで敗退すると強制帰宅となる。基本は以下の内容であるが、ロケ地によっては多少のルール変更やアレンジがある。
- 1st STAGE：ロケ地の入場ゲート前で早押しクイズ。2ポイント先取で、最後に残った1人が強制帰宅（要するに、1人は中にすら入れてもらえない）。
- 2nd STAGE：ロケ地の中に入り、それに因んだ書き問題を出題。最下位が強制帰宅（最下位が複数人いても、該当者は全員帰宅）。
- FINAL STAGE：○×やAB選択などの二択問題を1題出題。正解すれば最後まで映ることができるが、不正解なら強制帰宅（全員不正解なら、エンディングが全員素人の代役になる可能性がある）。

2017年4月以降
2017年4月9日放送から、学校では絶対に教えてくれない！「義務じゃない教育」が開講。学校では教えない無駄知識を、スペシャリストが授業するという企画。テーマの特別講師のほか、教師＆生徒役として新たにアルコ&ピース、ニューヨークなどが出演している。
2019年4月以降
2019年4月21日放送から、新企画「課長！A.B.C-Z」がスタートした。ジャニーズの先輩や後輩がゲストとして出演する。"ジャニーズの中間管理職"的な存在であるA.B.C-Zに対して、プライベートやJr.時代のエピソードなどをクイズとして出題するという企画。
2021年10月以降
2021年10月31日放送から見逃し配信が開始された。TVer、GYAO!、Paravi、ネットもテレ東で視聴することができる。
2022年1月30日にはA.B.C-Zのデビュー10周年を記念して、番組開始以来初の1時間スペシャルが放送された。
旨辛グルメを食べて汗をかく企画やサウナで体と頭をととのえて謎かけに挑む「ととのえ選手権」といった企画を放送し、2022年には「TVerサウナアワード特別賞」を受賞した。
放送終了
2023年4月2日放送の1時間スペシャルをもって番組は終了し、9年9か月の歴史に幕を閉じた。

## 放送時間の変遷
制作局であるテレビ東京の場合。
- 2013年7月21日 - 2016年3月27日：日曜日 11:00 - 11:25
- 2016年4月3日 - 2020年3月29日：日曜日 1:15 - 1:45（土曜深夜） 
  - もっとバラエティを好きな人に見てもらいたい、という思いがあり、テレ東の代表的な深夜バラエティ『ゴッドタン』の前の枠に移動[6]。
- 2020年4月5日 - 2022年3月27日：日曜日 1:20 - 1:45（土曜深夜）
- 2022年4月3日 - 2023年4月2日：日曜日 1:25 - 1:50（土曜深夜）

## 出演者

### レギュラー
- A.B.C-Z

### その他の出演者
- ジャニーズJr.
- 鈴木拓（ドランクドラゴン） - 2015年11月のクイズ番組へのリニューアル後、進行役として出演
- アルコ＆ピース - 2017年から「義務じゃない教育」の教師役（平子）、生徒役（酒井）として出演
- ニューヨーク - 2017年から「義務じゃない教育」の教師役（屋敷）、生徒役（嶋佐）として出演

ナレーション
- 大江戸よし々
- 須黒清華（テレビ東京アナウンサー）

A.B.C-Zメンバーの代役
- 橋本の代役：氏名非公開（4代目）
- 戸塚の代役：千木良和哉
- 河合の代役：森伸示（3代目）
- 五関の代役：山本敏江（4代目）
- 塚田の代役：小西（3代目）

戸塚の代役（千木良和哉）は一回も変更になった事がない。
河合の代役（森伸示）は一度変更になった後に復帰している。
過去のA.B.C-Zメンバーの代役
- 橋本の代役：大塚友則（初代）→伊東大輔（2代目）→氏名非公開（3代目）
- 河合の代役：森伸示（初代）→氏名非公開（2代目）
- 五関の代役：高渕優寿（初代）→氏名非公開（2代目）→氏名非公開（3代目）
- 塚田の代役：氏名非公開（初代）→氏名非公開（2代目）

## 番組内容

### 放送リスト
出典

### スピンオフ番組
『馬ChanZOO〜A.B.C-Zのワクワク競馬講座〜』
A.B.C-ZとJRAのコラボ「A.B.C-Zの馬チャレ2☆」の一環として放送された。A.B.C-Zのメンバーに加えて、競馬に詳しい芸人を「講師」として招き、競馬をやったことが無い人でも楽しく競馬を学べる内容となっている。
- vol.1 天皇賞 (秋)編

2020年10月29日 25:30 - 26:00
出演者：A.B.C-Z、アルコ&ピース、ほのか (モデル)
講師：斉藤慎二（ジャングルポケット）
テーマは「泣ける名レース」。
- vol.2 ジャパンカップ編

2020年11月26日 25:30 - 26:00
出演者：A.B.C-Z、平子祐希（アルコ＆ピース）、ゆきぽよ
講師：カンニング竹山
- vol.3 有馬記念編

2020年12月24日 25:30 - 26:00
出演者：A.B.C-Z、石田ニコル
講師：土屋伸之（ナイツ）

## スタッフ
- 構成：木南広明、狩野孝彦
- ナレーター：逸見友惠
- カメラ：橋本弘行、新井直樹、小川正明、野中康弘、矢田部修、渡辺晃、西銘秀羽【週替り】（新井→以前はロケカメラ、矢田部→以前はロケカメラ→カメラ→一時離脱、渡辺→以前はロケカメラ→一時離脱）
- 音声：小笹直樹【毎週】、原敏明、寶田真沙美、加藤寛己、鈴木一篤【週替り】
- ロケ技術：港家、NAC-VlSUAL【週替り】
- 美術協力：テレビ東京アート
- 技術協力：CRAZIE、STUDiO 38
- 編集：千野祐樹、村松千宏【週替り】
- MA：宮嶌宏道
- 音効：古川直樹
- CG：OODJOB
- 協力：ジャニーズ事務所
- AD：中村秀康、戸塚理沙、野口聖大、須澤玲貴、河野理央、渡邉佑理【週替り】
- デスク：小椋美沙
- AP：松山拓生、橋本佳奈、福田真佑（福田→以前はAD）
- ディレクター：渡辺康史、浅野耀介、金子陽平、松木拓海（松木→一時離脱→復帰）
- 演出：五島大徳
- プロデューサー：穂苅雄太（2021年10月-）、高橋寛之（高橋→以前はAP）
- 制作協力：ジーヤマ
- 製作著作：テレビ東京

### 過去のスタッフ
- 構成：吉高能生、小野高義、川上テッペイ、石井裕之、平出尚人、竹村武司、田中淳也、鈴木功治、今田佑（今田→以前はリサーチ）、今井健太、河口ワタル、竹内浩平
- ナレーター：佐藤アサト、大江戸よし々
- TD：佐藤裕千、近藤剛史
- カメラ：中村智幸、千明裕史、野瀬一成、北條英樹、穂積正夫
- ロケカメラ：添田周希、小林重徳、村上信介、石原慶丈、遠山眞史、縄誠幸、金子徹、松井光太郎
- 映像：水野暁夫
- 照明：和氣義幸、藤谷直之、宮田和
- SW：川上孝行
- 音声：大石忠、北原悟
- ロケ音声：岡本隆朗、大城卓也、井川崇、田口翔、上村真司、宮川康一、熊倉拳一、高橋勇士、桑原勝
- CA：長谷川将太
- ロケVE：宮田翔太、三上直人、高山昌樹、酒地一則、霜崎愛実、寶田真沙美
- スタイリスト：嶋岡隆
- 編集：富田一弘、菅野雄介、和田智昭、米沼元之、早川政秀、西峰勇一
- MA：上野裕
- 美術：野本和広
- 美術進行：小越敏彦（以前は美術、一時離脱→復帰）
- デザイン：本橋智子、篠田幸実
- リサーチ：西岡剛、鈴木遼、白武ときお、石原慎也、川原奈名子
- 技術協力：ラムダシステムズ、テクノマックス、テクノマックスビデオセンター
- ロケ技術：フジ・メディア・テクノロジー
- 協力：ジャニーズ出版、ジャニーズファミリークラブ
- 振り付け：SANCHE、MASASHI
- TK：太田美沙、柴田あゆみ
- デスク：鈴木麻里、黒澤結奈
- AD：村田知佳、出戸香菜子、滝本早紀、仁木拓実、今井里美、柴田恵、田口大夢、伊川琴音、山田萌華、竹内允人
- AP：渡辺敦成、馬場ゆうみ（馬場→以前はAD）
- ディレクター：板川侑右、星俊一、小平英希、小倉大輔、若菜久則、鈴木圭介、岡山薫、工藤里紗、田口将五、鈴木崇志、大島圭司、山口敏、中野将成、滝田靖明、武山友樹、龍辰彦（龍→以前はAD）、細川真琴、福盛健太、内海良直、高橋美由
- 演出：福本俊二、福永勇樹、高田直、吉田康生（福本・吉田→共に以前はディレクター）
- プロデューサー：松澤潤[23]、清水俊雄、青山海太、山地孝英、小野裕之（小野→2019年7月28日-）

## ネット局
日時は全て日本標準時。
| 放送対象地域   | 放送局             | 系列           | 放送期間                                                    | 放送日時                     | 遅れ       | 脚注       |
| -------------- | ------------------ | -------------- | ----------------------------------------------------------- | ---------------------------- | ---------- | ---------- |
| 関東広域圏     | テレビ東京         | テレビ東京系列 | 2013年7月21日 - 2023年4月2日                                | 日曜 1:25 - 1:50（土曜深夜） | 【制作局】 | 【制作局】 |
| 北海道         | テレビ北海道       | テレビ東京系列 | 2013年7月21日 - 2016年12月24日、2018年4月6日 - 2023年4月2日 | 日曜 1:25 - 1:50（土曜深夜） | 同時ネット | [ 注釈 1 ] |
| 大阪府         | テレビ大阪         | テレビ東京系列 | 2013年7月28日 -                                             | 土曜 2:45 - 3:15（金曜深夜） | 遅れネット | [ 注釈 2 ] |
| 福岡県         | TVQ九州放送        | テレビ東京系列 | 2013年8月3日 -                                              | 火曜 1:25 - 1:55（月曜深夜） | 遅れネット | [ 注釈 3 ] |
| 岡山県・香川県 | テレビせとうち     | テレビ東京系列 | 2016年10月7日 -                                             | 金曜 1:05 - 1:35（木曜深夜） | 遅れネット | [ 注釈 4 ] |
| 愛知県         | テレビ愛知         | テレビ東京系列 | 2016年4月15日 -                                             | 木曜 3:05 - 3:30（水曜深夜） | 遅れネット | [ 注釈 5 ] |
| 奈良県         | 奈良テレビ         | 独立局         | 2013年8月11日 -                                             | 金曜 1:30 - 2:00（木曜深夜） | 遅れネット | [ 注釈 6 ] |
| 滋賀県         | びわ湖放送         | 独立局         | 2013年8月14日 -                                             | 日曜 0:45 - 1:15（土曜深夜） | 遅れネット | [ 注釈 7 ] |
| 和歌山県       | テレビ和歌山       | 独立局         | 2013年8月2日 -                                              | 土曜 9:30 - 10:00            | 遅れネット | [ 注釈 8 ] |
| 岩手県         | 岩手めんこいテレビ | フジテレビ系列 | 2019年1月8日 -                                              | 火曜 0:25 - 0:55（月曜深夜） | 遅れネット | [ 注釈 9 ] |